# چرب‌گیاه
چرب‌گیاه یا پینگوکولا (نام علمی: Pinguicula) نام یک سرده از خانواده علف‌انبانیان است. این گیاه برگ‌های بسیار چسبناکی دارد و وقتی حشرات کوچکی از روی برگ‌های آن عبور می‌کنند به مادهٔ چسبناک روی برگ‌ها می‌چسبند و سپس برگ‌ها آنزیم‌هایی از خود ترشح می‌کنند که حشرات را تجزیه می‌کند و مواد غذایی موجود در بدن آنها جذب گیاه می‌شود.